# 奥德修斯号月球着陆器
奥德修斯号月球着陆器（英語：Odysseus）是直觉机器公司（Intuitive Machines）设计的第一個直觉机器Nova-C月球着陆器，任务代号IM-1。
2024年2月15日，奥德修斯号发射升空；2月22日，奥德修斯号在月球南极地区马拉柏特环形山（80°08′S 1°26′E / 80.13°S 1.44°E）著陸，随后側翻至30度角，但所有儀器仍然正常工作，因此任務被判定為成功；2月29日，奥德修斯号在月夜前最后一次与地球通信；3月23日，直觉机器公司宣布任务结束。
IM-1任务是民营航天公司首次实现月球软着陆，而奥德修斯号则是1972年阿波罗17号之后第一艘在月球上软着陆的美国制造的航天器。
着陆器的名字源自古希腊史诗《奥德赛》中的人物奥德修斯。

## 任務設備
奥德修斯号月球着陆器上搭載了美国国家航空航天局开发的六种仪器以及代托纳比奇安柏瑞德航空航天大学的学生制造的EagleCam、月球望远镜和杰夫·昆斯的藝術作品。酬載總共包括六台美國太空總署科學儀器和六台商業儀器（其中五台是科學儀器，一台是文化儀器） 。
美國航空航太公司直觉机器公司設計了Nova-C級月球著陸器，並開發了部署在月球上的 IM-1 奥德修斯号月球着陆器。

## 任務事件

### 發射之前
2024年1月31日，奥德修斯号月球着陆器被裝入獵鷹9號Block 5的有效载荷整流罩中。

### 發射

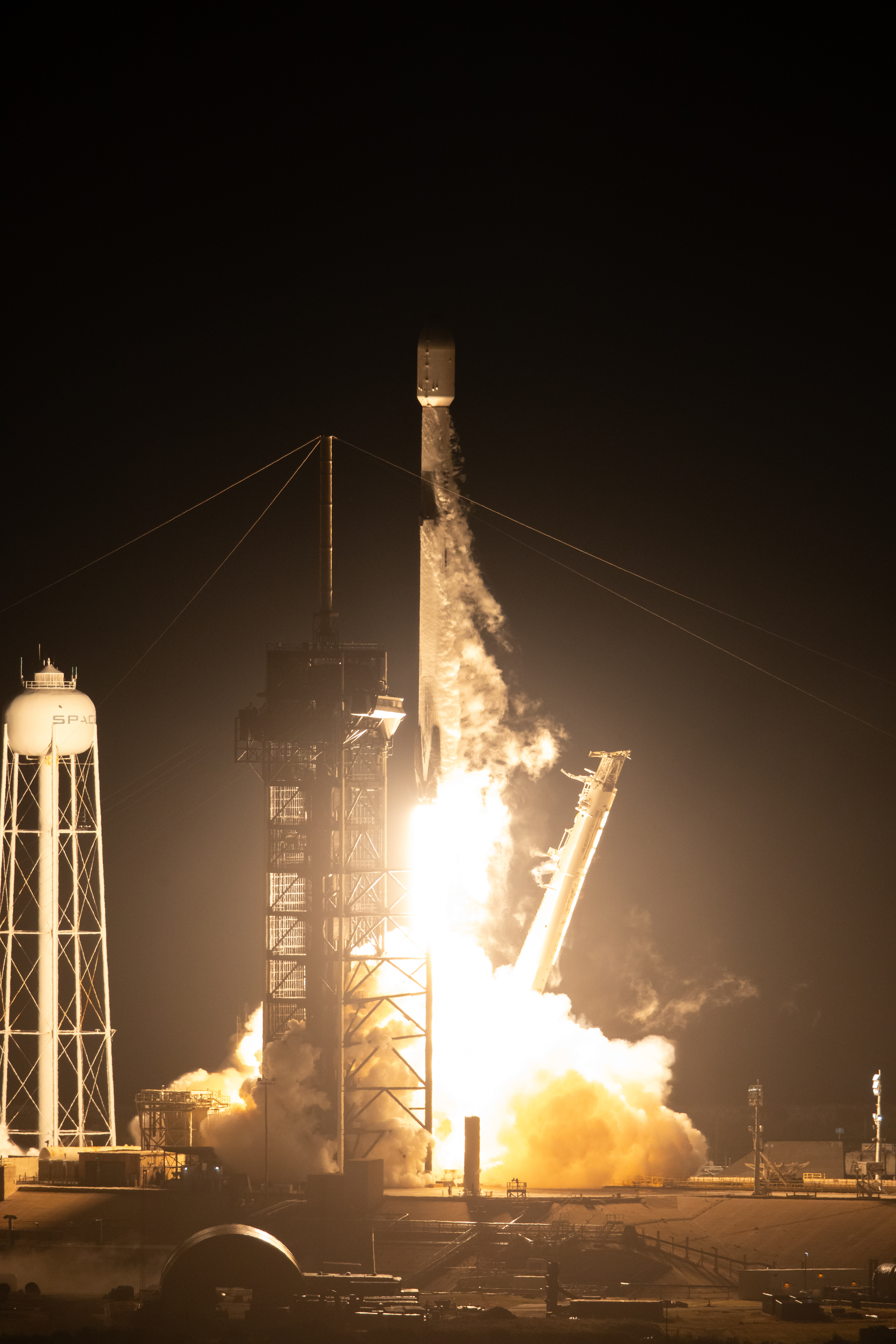
獵鷹9號Block 5從甘迺迪太空中心發射中心39A發射。

世界标准时间2024年2月15日06:05，搭载奥德修斯号月球着陆器的獵鷹9號Block 5成功發射。

### 軌跡修正動作
直觉机器公司計劃在任務的跨月階段進行最多三次軌道調整機動。第一次調整機動於2月18日完成，並在2月20日進行第二次調整機動，其後無需進行第三次調整機動。
2月20日，直觉机器公司報道稱，奧德修斯号已完成約72%的月球旅程。

### 登月

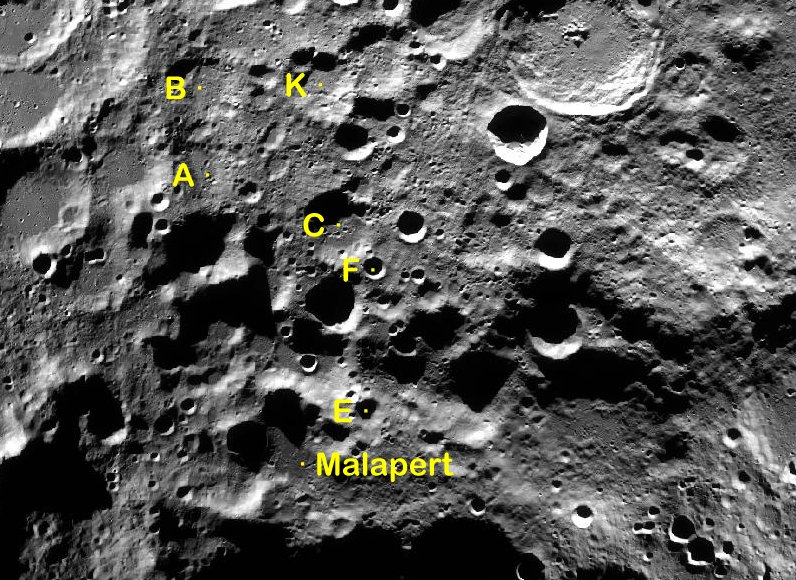
顯示马拉柏特环形山「衛星隕石坑」位置的地圖。

截至2020年，最受歡迎的登陸地點是寧靜之海（澄海）和危機之海（危海）之間，這些月海是熔岩流入古代撞擊盆地時所形成的大平原。
2024年，該計畫選擇在月球南極附近的月球高地位置進行著陸，因為該地區被認為擁有未來月球基地的水源，而選擇距月球南極300 km（190 mi）的馬拉珀特-A隕石坑區域是因為除了其他考慮因素外，它似乎是靠近月球南極的一個相對平坦且安全的著陸地點。
2月22日，奥德修斯号月球着陆器成功降落至月球表面。根据遥测数据，奥德修斯号月球着陆器在月球着陆时倾侧倒地，不过整体仍正常运作，只有傑夫·昆斯（Jeff Koons）的艺术项目装置因为面向倾侧地面而未能正常运作。
2月27日，奧德修斯号停止运作。

## 外部連結
- （英文）直觉机器公司 （页面存档备份，存于）